# توروبران

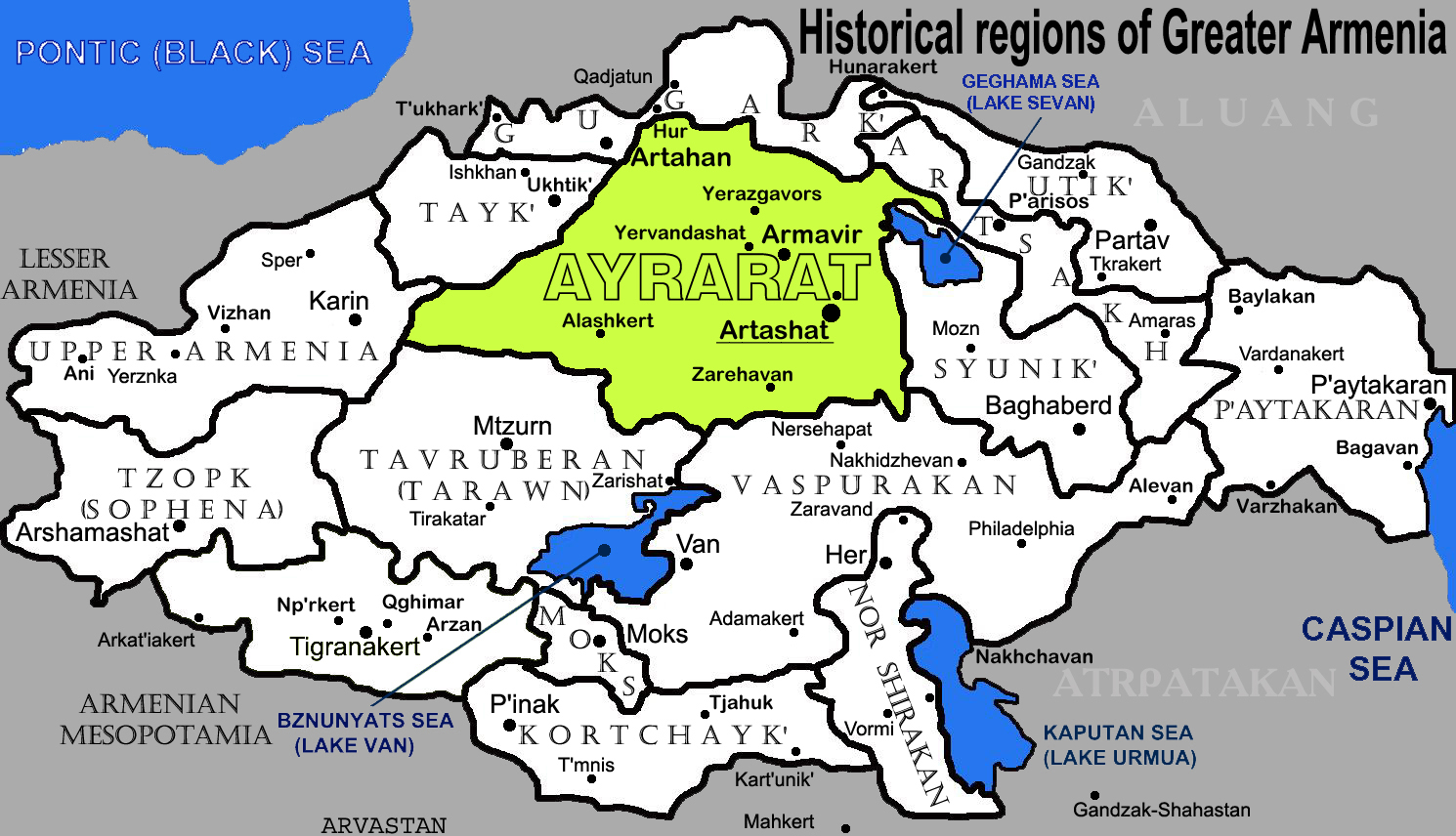
موقعیت توروبران و پانزده ایالت ارمنستان بزرگ

توروبران (به زبان ارمنی Տուրուբերան - به زبان لاتین Turuberan)، یکی از پانزده ایالت باستانی ارمنستان بزرگ از ۱۸۹ پیش از میلاد تا ۳۸۷ میلادی بود. توروبران حدوداً در محدوده مانازکرت، ترکیه امروزی بود.

## تاریخ
توروبران بعدها بخشی از پادشاهی ساسانیان، امپراتوری روم شرقی، اعراب، دودمان باگراتونی، ارمنستان زاکارید، قراقویونلو، ایلخانان، صفویان و در پایان امپراتوری عثمانی گردید.
در شهر توروبران باستانی-مانازکرت (ملازگرد) امروزی در سال ۱۹۱۵ میلادی قبل از نسل‌کشی ارمنیان، ۵٬۰۰۰ نفر ارمنی زندگی می‌کردند و دارای دو کلیسا و یک مدرسه بودند که طی نسل‌کشی یا به قتل رسیدند یا به اجبار آنجا را ترک یا اخراج شدند.

## تقسیم‌بندی شهر
مساحت منطقه توروبران ۲۵٬۰۰۸ کیلومتر مربع بود.
- خویت
- آسپاکونیاتس دزور
- تارون (ارمنستان باستان)
- آرشامونیک
- مارداغی
- داسناوُرک
- دِوارادزاتاپ
- دالار
- هارک
- واراژنونیک
- بِزنونیک
- یِروارک
- آغیوویت
- آپاهونیک
- کوری گاوار
- خور خورونیک